# Chiquitita (álbum de Menudo)
Menudo, também conhecido como Chiquitita, é o terceiro álbum de estúdio da boy band porto-riquenha Menudo, lançado em 1979, pela gravadora Padosa. Faziam parte do grupo: Fernando, os irmãos Melendez, Oscar, Carlos e Ricky, e o novo integrante René Farrait, que substituiu Nefty Sallaberry.

## Antecedentes e promoção
Em 1979, o quinteto já tinha se estabelecido como um ato bem sucedido em sua terra natal, Porto Rico. Além disso, conseguiu que algumas de suas canções aparecessem entre as mais executadas em países como a República Dominicana.
Para promover o novo álbum, o grupo viajou para Venezuela doze vezes, sem receber remuneração. Tal fato conduziu o trabalho a um sucesso substancial: com o single de "Chiquitita", uma versão cover de uma das canções mais conhecidas do grupo sueco ABBA, obtiveram um êxito comercial no país.

## Desempenho comercial
Em Porto Rico, o álbum Menudo rendeu para o quinteto seu primeiro disco de ouro, por suas expressivas vendas.

## Recepção crítica
A crítica especializada em música também foi favorável. Na coluna do jornal colombiano El tiempo, edição de 10 de outubro de 1979, o crítico recomendou o álbum Chiquitita, em homenagem ao mês das crianças no país, pontuando que o quinteto tinha grandes qualidades como intérpretes.

## Lista de faixas
- Créditos adaptados do LP Menudo, de 1979.[14]

| N.º | Título           | Compositor(es)                       | Cantor(es)                           | Duração |  |
| 1.  | "Ella-a-a"       | H. Herrero, J. Seijas, L. G. Escobar | Grupo                                | 4:59    |  |
| 2.  | "Sólo tu amor"   | Edgardo Diaz, Celi Bee               | René Farrait                         | 3:37    |  |
| 3.  | "Doña Tecla"     | Socorro Centeno                      | Óscar e Ricky Meléndez               | 3:19    |  |
| 4.  | "Mi mejor amiga" | S. Centeno                           | Fernando Sallaberry                  | 3:01    |  |
| 5.  | "Voy a América"  | J. Seijas, E. Guerín, C. Villa       | René Farrait                         | 2:57    |  |
| 6.  | "Chiquitita"     | Björn Ulvaeus, Benny Andersson       | Fernando Sallaberry, Carlos Meléndez | 5:06    |  |
| 7.  | "Sueños"         | Pedro Herrero                        | Carlos Meléndez                      | 2:53    |  |
| 8.  | "De tu vuelo"    | Alejandro Monroy, E. Diaz            | Grupo                                | 3:10    |  |
| 9.  | "Soy natural"    | E. Diaz                              | Grupo                                | 2:49    |  |
| 10. | "Voulez-vous"    | B. Ulvaeus, B. Andersson, E. Diaz    | Grupo                                | 3:42    |  |

## Certificações
| Região     | Certificação |
| ---------- | ------------ |
| Porto Rico | Ouro         |